# آه! یونگ شیم
آه! یونگ شیم (به کره‌ای: 오! 영심이؛ انگلیسی: Oh! Youngsim) یک مجموعه تلویزیونی محصول کره جنوبی سال ۲۰۲۳ با بازی سونگ ها یون و لی دونگهه است. این مجموعه بر پایه فیلم انیمیشنی کره‌ای سال ۱۹۹۰ به نام یونگ شیم ساخته شده که این فیلم خود یک اثر اقتباسی از مانهوای سال ۱۹۸۸ با همین نام اثر به گوم تک بود. آه! یونگ شیم یک درام ارجینال جینی تی‌وی است و برای استریم در پلتفرم خودش و در ویو و ویو در مناطق منتخب قابل دسترسی است. این مجموعه همچنین از ۱۵ مه تا ۱۳ ژوئن ۲۰۲۳، روزهای دوشنبه و سه‌شنبه ساعت ۲۲:۰۰ (کی‌اس‌تی) از ئی‌ان‌ای برای ۱۰ قسمت پخش شد.